# Tizuka Yamasaki
Tizuka Akiyoshi Yamasaki (Porto Alegre, 12 de mayo de 1949), conocida simplemente como Tizuka Yamasaki, es una directora y guionista brasileña, que también se ha desempeñado de forma esporádica como productora, asistente de dirección, montajista, y directora y diseñadora de producción. 

## Biografía
De origen japonés, Tizuka Yamasaki nació en Porto Alegre el 12 de mayo de 1949 y fue criada en Atibaia. En 1952 nació su hermana Yurika, quien tiempo después se convertiría en escenógrafa y colaboraría con ella en numerosos proyectos. A los quince años, Tizuka se trasladó a São Paulo y allí concluyó sus estudios de secundaria. Entre 1970 y 1972 realizó un curso de cine en la Universidad de Brasilia, así como varios cortometrajes de 16 mm. 
Sus primeras intervenciones en el cine fueron en dos películas del director Nelson Pereira dos Santos, la primera como su asistente en Amuleto de Ogum (1974) y la segunda como diseñadora de producción en Tenda dos Milagres (1977). La primera película que dirigió y escribió, Gaijin, Os Caminhos da Liberdade (1980), se basó en su experiencia como inmigrante japonesa en Brasil y por ella recibió cinco premios Kikito de Oro del Festival de Cine de Gramado, entre ellos el de mejor película y el de mejor guion, así como el Gran Coral del Festival Internacional del Nuevo Cine Latinoamericano de La Habana.
Una vez finalizada la dictadura militar en Brasil (1985) Tizuka Yamasaki junto a otras directoras de cine de su generación, desarrollaron  un estilo cinematográfico  melodramático para ofrecer intervenciones feministas en la reconstrucción de la política brasileña y la identidad cultural que mostraron en sus películas.
Yamasaki, quien afirma que inauguró un "Cine de las Emociones" en la década de 1980, ella se comunicó estratégicamente a través  del melodrama para expresar su visión   sobre el pasado de Brasil en un esfuerzo por recuperar figuras femeninas y sus experiencias en la historia de Brasil, así como para contribuir de manera discursiva a un proceso de redefinición de la Ciudadanía brasileña durante el proceso de  apertura democrática. Al mismo tiempo que podemos detectar su compromiso con los discursos feministas que prevalecieron a principios de la década de 1980, se puede ver  que las películas de Yamasaki median estratégicamente la historia brasileña y abogan por lazos afectivos para reformular la sociedad civil en la cúspide de una nueva era democrática.
En 1983 estrenó Parahyba Mulher Macho, una película basada en el libro Anayde Beiriz - paixão e morte da Revolução de 30 del historiador José Joffily y escrita junto al hijo de este, y en 1984 Patriamada, una película documental sobre la campaña de las elecciones de ese mismo año.
Después de realizar varios documentales para Televisión Española y un vídeo musical de Rita Lee para Rede Globo, Yamasaki dirigió la miniserie O Pagador de Promessas, una adaptación de la obra teatral homónima de Alfredo Dias Gomes escrita por él mismo y rodada durante dos meses de 1987 en Monte Santo y Salvador de Bahía. Centrada en la supervivencia del hombre y en la lucha por sus creencias, los ocho episodios de la miniserie fueron emitidos por Rede Globo en abril de 1988. Al año siguiente dirigió junto a Carlos Magalhães y Jayme Monjardim la telenovela Kananga do Japão y en 1990 regresó al cine con Lua de Cristal, inspirada en una historia actualizada de Cenicienta.
En 1992 regresó a la televisión para dirigir Amazônia, esta vez junto a José Joffily, Tania Lamarca y Marcos Scherchtman. Entre otros de sus proyectos televisivos se encuentran la miniserie A Madona de Cedro (1994), basada en la obra de Antonio Callado, y algunos episodios de la serie de televisión Metamorphoses (2004).
Encantados es una película que Tizuka estreno en el año 2017, basada en el libro El Mundo Místico de las Caruanas de la Isla del Marajó, de la Shaman Zeneida Lima. La película se rodó entre 2008 y 2009 y tuvo el montaje finalizado en 2014, aunque solo se estrenó oficialmente el 18 de noviembre de 2017. En esta historia , Zeneida (Carolina Oliveira) es una de las hijas de un importante político de Pará. Con otros diez hermanos, ella se destaca por su personalidad atrevida, persistente y rebelde. En  la Isla de Marajó, Zeneida se encuentra encantada con Antonio (Thiago Martins), una figura misteriosa que se encuentra en sus andanzas por la propiedad de su familia, que se ve y escucha cosas que nadie más ve o oye. La pasión por este extraño y la intimidad con la naturaleza no son vistas con buenos ojos por sus padres y la rebelde joven pasa a enfrentar un gran conflicto dentro de casa al ser considerada una lunática. La historia refleja el despertar espiritual de Zeneida a través de su contacto adolescente con la naturaleza  salvaje y mística de la Amazonia.

## Trabajos
| Año  | Título                           | Rol       | Rol       | Notas                                                             |
| Año  | Título                           | Directora | Guionista | Notas                                                             |
| ---- | -------------------------------- | --------- | --------- | ----------------------------------------------------------------- |
| 1974 | Amuleto de Ogum                  |           |           | Asistente de dirección de Nelson Pereira dos Santos               |
| 1977 | Tenda dos Milagres               |           |           | Diseñadora de producción                                          |
| 1980 | Gaijin, Os Caminhos da Liberdade | Sí        | Sí        |                                                                   |
| 1980 | A Idade da Terra                 |           |           | Asistente de dirección de Glauber Rocha y directora de producción |
| 1994 | A Madona de Cedro                | Sí        |           | Miniserie                                                         |
| 1983 | Parahyba Mulher Macho            | Sí        | Sí        |                                                                   |
| 1984 | Patriamada                       | Sí        | Sí        | También como montajista                                           |
| 1984 | Bete Balanço                     |           |           | Productora ejecutiva                                              |
| 1988 | O Pagador de Promessas           | Sí        |           | Miniserie                                                         |
| 1989 | Kananga do Japão                 | Sí        |           | Telenovela                                                        |
| 1990 | Lua de Cristal                   | Sí        |           |                                                                   |
| 1992 | Amazônia                         | Sí        |           | Telenovela                                                        |
| 1992 | Você Decide                      | Sí        |           | Programa de televisión                                            |
| 1994 | A Madona de Cedro                | Sí        |           | Miniserie                                                         |
| 1997 | O Noviço Rebelde                 | Sí        |           |                                                                   |
| 1998 | Fica Comigo                      | Sí        |           |                                                                   |
| 1999 | Xuxa Requebra                    | Sí        |           |                                                                   |
| 2000 | O Barato é Ser Careta            | Sí        |           |                                                                   |
| 2000 | Xuxa Pop Star                    | Sí        |           |                                                                   |
| 2004 | Metamorphoses                    | Sí        |           | Telenovela                                                        |
| 2005 | Gaijin - Ama-me Como Sou         | Sí        | Sí        | También como productora                                           |
| 2009 | Xuxa em O Mistério de Feiurinha  | Sí        |           |                                                                   |